# USS LST-427
O USS LST-427 foi um navio de guerra norte-americano da classe LST que operou durante a Segunda Guerra Mundial.